# Island (Kentucky)
Island – miasto w Stanach Zjednoczonych, w stanie Kentucky, w hrabstwie McLean.